# Basil Zaharoff
Sir Basil Zaharoff (Muğla, Turska, 6. listopada 1849. – Monte Carlo, 27. studenog 1936.), britanski industrijalac grčkog porijekla 
U uskoj suradnji s ratnim i vanjskim ministarstvima (A. Briand, G. Clemanceu, D. Lloyd George), Zaharoff je u ondašnje vrijeme izgradio najveći imperij trgovine oružjem. Kao "Mystery Man of Europe" (tajanstveni čovjek Europe) stekao je velik utjecaj prije i poslije Prvog svjetskog rata. 